# Дружба (Ставропольский край)
Дру́жба — посёлок в Новоалександровском районе (городском округе) Ставропольского края России.

## Географическое положение
Расстояние до краевого центра: 95 км. Расстояние до районного центра: 24 км.

## История
В соответствии с Указом Президиума Верховного Совета РСФСР от 21 сентября 1964 года посёлок Второе отделение совхоза «Горьковский» был переименован в посёлок Дружба.
Находился в составе муниципального образования Горьковский сельсовет (упразднено 1 мая 2017 года).

## Население
| 1989 | 2002 | 2010 | 2014 | 2023 |
| ---- | ---- | ---- | ---- | ---- |
| 64   | ↗136 | ↘128 | ↘100 | ↗120 |

По данным переписи 2002 года, 82 % населения — русские.

## Инфраструктура
Посёлок состоит из одной улицы — Заречной. В границах населённого пункта расположено общественное открытое кладбище площадью 3000 м².